# HD 221293
HD 221293，又名BD+37 4856，SAO 73308、HR 8927，是一颗位於仙女座的恒星，视星等为6.05，位于銀經106.08，銀緯-21.55，其B1900.0坐标为赤經23h 25m 46.5s，赤緯+38° -21.55′ 37″。